# Биатлон на Зимским олимпијским играма 2010 — појединачно за мушкарце
Појединачно такмичење на 20 км у биатлону за мушкарце на Зимским олимпијским играма 2010. у Ванкуверу одржано је у Олимппијском комплексу Вистлер Парк који се налази у Мадели Крику у долини Калаган, 18. фебруара, 2010. од 13,00 до 15,00 по локалном времену. 
Вишеструка светска првакиња Швеђанка Магдалена Форсберг је пред почетак трке у интервјуу на Еуроспорту међу фаворите је уврстила Норвежане Оле Ејнара Бјерндалена и Емил Хегле Свендсен те олимпијског победника из Торина 2006. Немца Михаела Грајса а да се у борбу за медаље могу умешати и Руси. Бранилац титуле Михаел Грајс није успео јер је завршио на 10. месту.
Лидер Светског купа 2009/10. Кристоф Зуман стартовао је четврти и био је водећи након првог гађања, али је на другом направио две грешке и на крају освојио тек осмо место. Као пети стартовао је Свендсен и на прва три гађања прошао је без грешке, али је на чевртом направио грешку. После трећег гађања био је први, а после четвртог други, али је до краја добро трчао и победио. Шести је стартовао Рус Јевгениј Устјугов прву грешку направио је на четвртом гађању, али је био спорији на стази од Свендсена, па је стигао други, да би на крају пао на четврто место.
Оле Ејнар Берндален је стартовао као 12, направио је два промашаја на другом и четвртом гађању - али је Свендсен био бржи, и завршио као други потиснувши Устјугова на треће место. Након завршетка Бјерндалена остало је само неколико кандидата за медаље. Сергеј Новиков (стартни број 27) је гађао без грешке, али је трчао спорије од Свендсена. После четвртог гађања, отишао је са најбољим временом, испред Норвежана до 8 секунди, али је изгубио предност на стази и завршио са истим временом као и Бјерндален. Обојица су добили сребрне медаље, а бронзане медаље нису додељене.
Између трећог и четвртог гађања Николај Круглов је пао на стази и оштетио пушку, коју је до четвртог срелишта носио у руци. Ту је заменио пушку, а као резултат тога, он је био тек једанаести.
Свендсенова златна медаља је била друга медаља на овим играма пошто је пре четири дана већ освојио сребрну медаљу у дисциплини спринт. Сребро Берндалена је укупно 10. олимпијска медаља у каријери (5 златних, 4 сребрне и 1 бронзану). Трећепласирани Новиков је освојио своју прву олимпијску медаљу.
Победник спринта Француз Венсан Же заузео је 60-о место, а победник потере Швеђанин Бјерн Фери 42-о.
Учествовало је 88 биатлонаца из 32 земље. 

## Земље учеснице
| - Аустралија (1) - Аустрија (4) - Белорусија (4) - Бугарска (4) - Канада (1) - Кина (1) - Данска (1) - Чешка (4) | - Хрватска (1) - Естонија (4) - Финска (2) - Француска (4) - Немачка (4) - Грчка (1) - Уједињено Краљевство (1) - Италија (4) | - Јапан (1) - Јужна Кореја (1) - Казахстан (4) - Летонија (4) - Молдавија (1) - Мађарска (1) - Норвешка (4) - Пољска (2) | - Русија (4) - Словачка (4) - Словенија (4) - Србија (1) - Шведска (4) - Швајцарска (4) - Сједињене Америчке Државе (4) - Украјина (4) |

## Победници
| Злато:                      | Сребро:                                                   | Бронза: |
| Емил Хелге Свенсон Норвешка | Оле Ејнар Бјерндален Норвешка · Сергеј Новиков Белорусија | —       |

## Резултати
| Поз. | Ст. бр. | Име                     | Држава                    | Време   | Казне (Л+С+Л+С) | Заостатак |
| ---- | ------- | ----------------------- | ------------------------- | ------- | --------------- | --------- |
|      | 5       | Емил Хегле Свендсен     | Норвешка                  | 48:22,5 | 1 (0+0+0+1)     |           |
|      | 12      | Оле Ејнар Бјерндален    | Норвешка                  | 48:32,0 | 2 (0+1+0+1)     | +9,5      |
|      | 27      | Сергеј Новиков          | Белорусија                | 48:32,0 | 0 (0+0+0+0)     | +9,5      |
| 4    | 6       | Јевгениј Устјугов       | Русија                    | 49:11,8 | 1 (0+0+0+1)     | +49,3     |
| 5    | 11      | Павол Хурајт            | Словачка                  | 49:39,0 | 1 (0+0+1+0)     | +1:16,5   |
| 6    | 16      | Симон Едер              | Аустрија                  | 49:41,7 | 2 (1+1+0+0)     | +1:19,2   |
| 7    | 1       | Томаж Сикора            | Пољска                    | 49:43,8 | 2 (1+1+0+0)     | +1:21,3   |
| 8    | 4       | Кристоф Зуман           | Аустрија                  | 50:04,9 | 3 (0+2+0+1)     | +1:42,4   |
| 9    | 49      | Данијел Месотич         | Аустрија                  | 50:32,0 | 2 (0+1+0+1)     | +2:09,5   |
| 10   | 17      | Михаел Грајс            | Немачка                   | 50:37,6 | 2 (0+2+0+0)     | +2:15,1   |
| 11   | 72      | Николај Круглов         | Русија                    | 50:40,4 | 0 (0+0+0+0)     | +2:17,9   |
| 12   | 77      | Андреас Бирнбахер       | Немачка                   | 50:43,5 | 2 (2+0+0+0)     | +2:21,0   |
| 13   | 3       | Жан Филип Легелек       | Канада                    | 50:47,1 | 2 (0+1+1+0)     | +2:24,6   |
| 14   | 85      | Мартен Фуркад           | Француска                 | 50:55,4 | 3 (1+0+2+0)     | +2:32,9   |
| 15   | 28      | Иван Черезов            | Русија                    | 50:56,7 | 3 (1+0+2+0)     | +2:34,2   |
| 16   | 26      | Томас Фрај              | Швајцарска                | 51:03,4 | 2 (1+0+0+1)     | +2:40,9   |
| 17   | 35      | Михал Шлесингр          | Чешка                     | 51:04,8 | 2 (0+0+1+1)     | +2:42,3   |
| 18   | 41      | Душан Симочко           | Словачка                  | 51:20,6 | 2 (0+0+2+0)     | +2:58,1   |
| 19   | 34      | Zhang Chengye           | Кина                      | 51:31.0 | 3 (1+0+1+1)     | +3:08.5   |
| 20   | 86      | Priit Viks              | Естонија                  | 51:38.1 | 1 (1+0+0+0)     | +3:15.6   |
| 21   | 65      | Тарјеи Бе               | Норвешка                  | 51:51,5 | 1 (1+0+1+1)     | +3:29,0   |
| 22   | 48      | Александар Биланенко    | Украјина                  | 52:00,3 | 1 (0+1+0+0)     | +3:37,8   |
| 23   | 36      | Доминик Ландертингер    | Аустрија                  | 52:00,8 | 4 (0+2+1+1)     | +3:38,3   |
| 24   | 61      | Александер Волф         | Немачка                   | 52:09,0 | 2 (1+0+0+1)     | +3:46,5   |
| 25   | 2       | Красимир Анев           | Бугарска                  | 52:09,2 | 2 (0+2+0+0)     | +3:46,7   |
| 26   | 40      | Венсан Дефран           | Француска                 | 52:14,9 | 3 (0+1+2+0)     | +3:52,4   |
| 27   | 67      | Андриј Дериземља        | Украјина                  | 52:19,1 | 3 (0+2+0+1)     | +3:56,6   |
| 28   | 56      | Alexander Os            | Норвешка                  | 52:19,8 | 3 (0+0+2+1)     | +3:57,3   |
| 29   | 39      | Christoph Stephan       | Немачка                   | 52:33,4 | 3 (1+0+0+2)     | +4:10,9   |
| 30   | 47      | Јарослав Соукуп         | Чешка                     | 52:35,2 | 3 (0+2+1+0)     | +4:12,7   |
| 31   | 23      | Маркус Виндиш           | Италија                   | 52:38,7 | 3 (0+3+0+0)     | +4:16,2   |
| 32   | 10      | Клемен Бауер            | Словенија                 | 52:43,9 | 3 (0+2+0+1)     | +4:21,4   |
| 33   | 66      | Марек Матијаско         | Словачка                  | 52:47,9 | 2 (0+1+0+1)     | +4:25,4   |
| 34   | 73      | Матијас Нилсон          | Шведска                   | 52:50,1 | 3 (1+1+0+1)     | +4:27,6   |
| 35   | 84      | Роман Достал            | Чешка                     | 52:51,4 | 3 (0+2+0+1)     | +4:28,9   |
| 36   | 51      | Антон Шипулин           | Русија                    | 52:51,7 | 3 (3+0+0+0)     | +4:29,2   |
| 37   | 37      | Едгарс Пиксонс          | Летонија                  | 52:52,5 | 2 (1+1+0+0)     | +4:30,0   |
| 38   | 80      | Кристијан де Лоренци    | Италија                   | 53:03,6 | 4 (1+0+2+1)     | +4:41,1   |
| 39   | 70      | Матијас Сименn          | Швајцарска                | 53:05,7 | 4 (1+1+2+0)     | +4:43,2   |
| 40   | 75      | Симон Фуркад            | Француска                 | 53:06,2 | 4 (3+0+0+1)     | +4:43,7   |
| 41   | 45      | Александар Симан        | Белорусија                | 53:16,2 | 3 (2+0+1+0)     | +4:53,7   |
| 42   | 32      | Бјерн Фери              | Шведска                   | 53:16,7 | 5 (1+0+3+1)     | +4:54,2   |
| 43   | 46      | Симон Халенбартер       | Швајцарска                | 53:18,4 | 5 (1+0+1+3)     | +4:55,9   |
| 44   | 43      | Каури Коив              | Естонија                  | 53:22,4 | 3 (1+0+1+1)     | +4:59,9   |
| 45   | 21      | Тим Берк                | Сједињене Америчке Државе | 53:22,6 | 5 (1+1+0+3)     | +5:00,1   |
| 46   | 68      | Лукас Хофер             | Италија                   | 53:23,7 | 3 (0+1+1+1)     | +5:01,2   |
| 47   | 87      | Мирослав Матијаско      | Словачка                  | 53:29,2 | 3 (1+1+0+1)     | +5:06,7   |
| 48   | 59      | Рустам Валијулин        | Белорусија                | 53:32,3 | 4 (1+1+0+2)     | +5:09,8   |
| 49   | 88      | Васја Рупник            | Словенија                 | 53:49,8 | 4 (1+1+1+1)     | +5:27,3   |
| 50   | 54      | Александар Червиков     | Казахстан                 | 53:53,1 | 4 (0+0+0+4)     | +5:30,6   |
| 51   | 29      | Јаков Фак               | Хрватска                  | 53:56,0 | 4 (1+1+0+2)     | +5:33,5   |
| 52   | 81      | Serhiy Semenov          | Украјина                  | 53:57.5 | 3 (1+0+1+1)     | +5:35.0   |
| 53   | 24      | Паво Пурунен            | Финска                    | 54:03,5 | 4 (1+1+0+2)     | +5:41,0   |
| 54   | 53      | Rene Laurent Vuillermoz | Италија                   | 54:19,7 | 4 (0+1+1+2)     | +5:57,2   |
| 55   | 74      | Бењамин Вегер           | Швајцарска                | 54:20,3 | 5 (1+1+2+1)     | +5:57,8   |
| 56   | 38      | Тимо Антила             | Финска                    | 54:22,7 | 5 (1+1+1+2)     | +6:00,2   |
| 57   | 42      | Лауел Бејли             | Сједињене Америчке Државе | 54:23,1 | 4 (0+2+1+1)     | +6:00,6   |
| 58   | 76      | Јевгениј Абраменко      | Белорусија                | 54:24,8 | 2 (0+1+0+1)     | +6:02,3   |
| 59   | 55      | Лукаш Шчурек            | Пољска                    | 54:36,7 | 3 (1+0+1+1)     | +6:14,2   |
| 60   | 69      | Венсан Же               | Француска                 | 54:37,5 | 4 (1+1+0+2)     | +6:15,0   |
| 61   | 52      | Карл Јохан Бергман      | Шведска                   | 54:44,1 | 5 (2+1+0+2)     | +6:21,6   |
| 62   | 50      | Јанез Марич             | Словенија                 | 54:46,4 | 5 (1+2+1+1)     | +6:23,9   |
| 63   | 44      | Михаил Клечеров         | Бугарска                  | 54:54,6 | 3 (1+1+1+0)     | +6:32,1   |
| 64   | 7       | Јан Савицки             | Казахстан                 | 55:07.3 | 5 (0+1+2+2)     | +6:44.8   |
| 65   | 64      | Роланд Лесинг           | Естонија                  | 55:29,8 | 5 (3+0+1+1)     | +7:07,3   |
| 66   | 31      | Ли-Стив Џексон          | Уједињено Краљевство      | 55:37,5 | 4 (1+2+1+0)     | +7:15,0   |
| 67   | 71      | Здењек Витек            | Чешка                     | 55:41.2 | 6 (2+1+1+2)     | +7:18,7   |
| 68   | 19      | Сергеј Седнев           | Украјина                  | 55:47,1 | 4 (0+3+0+1)     | +7:24,6   |
| 69   | 57      | Александар Трифонов     | Казахстан                 | 55:53,1 | 4 (2+1+1+0)     | +7:30,6   |
| 70   | 62      | Кристапс Либијетис      | Летонија                  | 56:02,4 | 3 (2+0+1+0)     | +7:39,9   |
| 71   | 30      | Lee In-Bok              | Јужна Кореја              | 56:24,5 | 4 (2+0+0+2)     | +8:02,0   |
| 72   | 79      | Дијас Кенешев           | Казахстан                 | 56:27,0 | 4 (1+0+0+3)     | +8:04,5   |
| 73   | 14      | Kaspars Dumbris         | Летонија                  | 56:30,1 | 5 (2+0+2+1)     | +8:07,6   |
| 74   | 78      | Илмарс Брицис           | Летонија                  | 56:33,9 | 6 (3+1+1+1)     | +8:11,4   |
| 75   | 63      | Петер Докл              | Словенија                 | 56:41,9 | 2 (2+0+0+0)     | +8:19,4   |
| 76   | 58      | Џеј Хакинен             | Сједињене Америчке Државе | 57:01,8 | 7 (2+1+2+2)     | +8:39,3   |
| 77   | 82      | Фредрик Линдстрем       | Шведска                   | 57:29,8 | 4 (1+2+0+1)     | +9:07,3   |
| 78   | 15      | Алексеј Алмоуков        | Аустралија                | 57:37,6 | 4 (1+1+2+0)     | +9:15,1   |
| 79   | 60      | Владимир Илијев         | Бугарска                  | 57:37,8 | 5 (2+1+1+1)     | +9:15,3   |
| 80   | 9       | Танасис Цакирис         | Грчка                     | 57:42,1 | 5 (2+0+1+2)     | +9:19.6   |
| 81   | 25      | Martten Kaldvee         | Естонија                  | 57:56,7 | 6 (1+1+2+2)     | +9:34.2   |
| 82   | 13      | Imre Tagscherer         | Мађарска                  | 58:02,6 | 4 (1+3+0+0)     | +9:40,1   |
| 83   | 20      | Хиденори Иса            | Јапан                     | 58:06,2 | 9 (3+0+3+3)     | +9:43,7   |
| 84   | 83      | Мартин Богданов         | Бугарска                  | 58:29,6 | 4 (1+2+0+1)     | +10:07,1  |
| 85   | 8       | Виктор Пинзару          | Молдавија                 | 58:42,6 | 3 (0+1+0+2)     | +10:20,1  |
| 86   | 18      | Wynn Roberts            | Сједињене Америчке Државе | 58:49,2 | 8 (3+2+0+3)     | +10:26,7  |
| 87   | 33      | Миланко Петровић        | Србија                    | 59:44,0 | 7 (2+1+2+2)     | +11:21,5  |
| 88   | 22      | Øystein Slettemark      | Данска                    | 61:12,9 | 8 (2+1+2+3)     | +12:50,4  |